# 風来のシレン
『風来のシレン』（ふうらいのシレン）は、スパイク・チュンソフト（旧：チュンソフト）から発売されているダンジョン探索型RPGシリーズ。『不思議のダンジョンシリーズ』でありローグライクゲームでもある。海外では「Shiren the Wanderer」というタイトルで展開されている。
本稿ではシリーズ全般、および第一作「不思議のダンジョン2 風来のシレン」とそのリメイクである「不思議のダンジョン風来のシレンDS」について解説する。その他の作品については各記事を参照のこと。

## 概要
『風来のシレン』は『不思議のダンジョンシリーズ』1作目の『トルネコの大冒険』の続編として生まれたため、基本システムはそこから受け継いでいる。
- ランダム生成ダンジョン
- コンピュータRPG的な要素
- ターン制の戦闘システム
- 恒久的な死（パーマデス）
- 満腹度
- 一画面構成
- マス目制

主な変更点・追加要素としては以下が挙げられる。
- 作品世界の変更により、設定が「ドラゴンクエストシリーズ」の西洋的な文化から和風に変更されている。
例：全体的なBGM・グラフィックの変更。食糧が「パン」→「おにぎり」、装飾品「指輪」→「腕輪」、通貨単位「ゴールド」→「ギタン」に変更。
  - 道具(以下アイテム)名は呪文名ではなく、一見で分かるような名前になった。
例：イオの巻物 → 真空斬りの巻物、メダパニ草 → 混乱草
- アイテムの種類として「壷」が登場し、容量（数字）の分だけアイテムを収納したり、壺の名前に応じて収納したアイテムを合成・識別・別のアイテムに変化、といった何らかの効果を付加することができるようになった。また、壺自体を使用することで効果を発揮するものも存在する。
- 主人公・モンスター以外のNPCと呼ばれるキャラクターが登場し、仲間となって旅に同行したり、旅のサポートをしたりする。
  - それに際してイベント数が増えた。
- 単に地下に潜っていくだけではなく、道中に森林や峠、街、村などバリエーション豊かな階層が現れるようになった。
- 地下で目的を果たした後の「地上に引き返す」という工程がなくなった。
- アイテムを取引する店が登場し、アイテムの購入・売却が可能になった。店からアイテムを盗むこともできるが、店の主人が窃盗行為に気づくと番犬隊（番犬・盗賊番）を呼び出し、さらには自らも泥棒退治に乗り出す。
- モンスターを肉にし、それを食べて変身するシステムがある（SFC/GB2/DSなど）。後のシリーズでも仲間モンスター（N64）やエレキ箱（外伝）という類似システムがある。
- クリア後のダンジョンの数が増加した。

壺や店システム、一部のアイテムなどは後の「トルネコの大冒険シリーズ」に逆輸入された。

## シリーズ作品
| 1995 | 不思議のダンジョン 風来のシレン    |
| 1996 | GB 月影村の怪物                    |
| 1997 |                                    |
| 1998 |                                    |
| 1999 |                                    |
| 2000 | 2 鬼襲来!シレン城!                 |
| 2001 | GB2 砂漠の魔城                     |
| 2002 | 外伝 女剣士アスカ見参!             |
| 2003 |                                    |
| 2004 | シレン・モンスターズ ネットサル    |
| 2005 |                                    |
| 2006 |                                    |
| 2007 |                                    |
| 2008 | 3 からくり屋敷の眠り姫             |
| 2009 |                                    |
| 2010 | 4 神の眼と悪魔のヘソ               |
| 2010 | 5 フォーチュンタワーと運命のダイス |
| 2011 |                                    |
| 2012 |                                    |
| 2013 |                                    |
| 2014 |                                    |
| 2015 |                                    |
| 2016 |                                    |
| 2017 |                                    |
| 2018 |                                    |
| 2019 |                                    |
| 2020 |                                    |
| 2021 |                                    |
| 2022 |                                    |
| 2023 |                                    |
| 2024 | 6 とぐろ島探検録                   |

機種
- SFC=スーパーファミコン、N64=NINTENDO 64、Wii=Wii、DC=ドリームキャスト、GB=ゲームボーイ、GBC=ゲームボーイカラー、GBA=ゲームボーイアドバンス、DS=ニンテンドーDS、Switch=Nintendo Switch、PSP=PlayStation Portable、PS Vita=PlayStation Vita、VC=バーチャルコンソール、Win=Windows、Android=Android、iOS=iOS

### 本編作品
- 風来のシレン
  - 『不思議のダンジョン2 風来のシレン』（SFC）1995年12月1日発売
オリジナル版。「2」というのはSFC不思議のダンジョンシリーズとしての2作目ということ。
  - 『不思議のダンジョン2 風来のシレン』（VC）2007年7月24日発売
SFC版の移植。WiiのVCのみで配信（現在配信終了）。
  - 『不思議のダンジョン 風来のシレンDS』（DS）2006年12月14日発売
SFC版のリメイク。モンスター・ダンジョンの追加や様々な仕様変更が行われた。
  - 『不思議のダンジョン 風来のシレン』（Android、iOS）2019年3月12日発売
DS版の移植。

- 風来のシレン2 鬼襲来!シレン城!
  - 『不思議のダンジョン 風来のシレン2 鬼襲来!シレン城!』（N64）2000年9月27日発売
オリジナル版。

- 風来のシレン3 からくり屋敷の眠り姫
  - 『不思議のダンジョン 風来のシレン3 からくり屋敷の眠り姫』（Wii）2008年6月5日発売
オリジナル版。
  - 『不思議のダンジョン 風来のシレン3 ポータブル』（PSP）2010年1月28日発売
Wii版の移植。ダンジョンの追加や細かい仕様変更が行われた。

- 風来のシレン4 神の眼と悪魔のヘソ
  - 『不思議のダンジョン 風来のシレン4 神の眼と悪魔のヘソ』（DS）2010年2月25日発売
オリジナル版。
  - 『不思議のダンジョン 風来のシレン4plus 神の眼と悪魔のヘソ』（PSP）2012年10月18日発売
DS版の移植。ダンジョンの追加や細かい仕様変更が行われた。

- 風来のシレン5 フォーチュンタワーと運命のダイス
  - 『不思議のダンジョン 風来のシレン5 フォーチュンタワーと運命のダイス』（DS）2010年12月9日発売
オリジナル版。
  - 『不思議のダンジョン 風来のシレン5plus フォーチュンタワーと運命のダイス』（PS Vita）2015年6月4日発売
DS版の移植。ダンジョンの追加やBGMのオーケストラアレンジ、細かい仕様変更などが行われた。
  - 『不思議のダンジョン 風来のシレン5plus フォーチュンタワーと運命のダイス』（Steam）2020年12月2日発売
Vita版の移植。ダンジョンの追加やライブ探索表示機能実装などが行われた。
  - 『不思議のダンジョン 風来のシレン5plus フォーチュンタワーと運命のダイス』（Switch）2020年12月3日発売
Steam版と同様
  - 『不思議のダンジョン 風来のシレン5plus フォーチュンタワーと運命のダイス』（Android、iOS）2022年3月29日発売
Steam版、Switch版と同様

- 風来のシレン6 とぐろ島探検録
  - 『不思議のダンジョン 風来のシレン6 とぐろ島探検録』（Switch）2024年1月25日発売[1]

### GBシリーズ
- 風来のシレンGB 月影村の怪物
  - 『不思議のダンジョン 風来のシレンGB 月影村の怪物』（GB）1996年11月22日発売
オリジナル版。
  - 『不思議のダンジョン 風来のシレン 月影村の怪物』（Win95/98）1999年12月8日発売
GB版を元にリメイク。フェイの問題作成機能[注 1]やダンジョン追加、様々な仕様変更が行われた。
  - 『不思議のダンジョン 風来のシレン 月影村の怪物 インターネット版』（Win98/20/Me/XP）2002年12月20日発売
上のインターネット対応版。2014年にユーザー登録認証サポート終了[2]。
  - 『不思議のダンジョン 風来のシレン 月影村の怪物 for Android』（Android）2011年5月27日配信開始[注 2]
GB版を元にリメイク。BGMが変更された。現在配信終了。
- 風来のシレンGB2 砂漠の魔城
  - 『不思議のダンジョン 風来のシレンGB2 砂漠の魔城』（GBC）2001年7月27日発売
オリジナル版。
  - 『不思議のダンジョン 風来のシレンDS2 砂漠の魔城』（DS）2008年11月13日発売
GBC版を元にリメイク。ダンジョン・Lv4モンスターの追加や様々な仕様変更が行われた。「2」というのはDSシレンシリーズとしての2作目という意味。

### 外伝作品
- 風来のシレン外伝 女剣士アスカ見参!
  - 『不思議のダンジョン 風来のシレン外伝 女剣士アスカ見参!』（DC）2002年2月7日発売
オリジナル版。
  - 『不思議のダンジョン 風来のシレン外伝 女剣士アスカ見参! for Windows』（Win）2002年12月20日発売
DC版の移植。ダンジョン・アイテム・秘技の追加や細かい仕様変更が行われた。

### その他作品
- 『BS風来のシレン スララを救え』（SFCサテラビュー）1996年4月28日～5月24日（再放送：1997年7月1日～7月28日）
初代風来のシレンがベース。第4週に渡って配信された。再放送もあり。

- 『シレン・モンスターズ ネットサル[注 3]』（GBA）2004年4月22日発売

### フィーチャーフォン携帯向け
上記作品の携帯電話向け移植、もしくは携帯電話向けのオリジナルの作品が存在する。配信元はドワンゴ・DeNA。
- 『風来のシレンDX 月影村の怪物』（メガiアプリ）
- 『風来のシレン-もののけノ巻-』（メガiアプリ）
- 『風来のシレンPlatina, Platina2』（メガiアプリ）
- 『風来のシレンMEGA, MEGA2』（iアプリ/MEGA2はメガiアプリのみ）
- 『風来のシレンGOLD』（iアプリ、EZアプリ(BREW)、S!アプリ）
- 『風来のシレンGOLD Limited』（iアプリ、EZアプリ(BREW)、S!アプリ）
- 『風来のシレンLevel Keep』（iアプリ、S!アプリ、EZアプリ(BREW)）
- 『風来のシレンExtra』（iアプリ）
- 『風来のシレンWANA』（iアプリ）
- 『風来のシレン』（iアプリ）
- 『風来のシレンEZ』（EZアプリ(BREW)）
- 『風来のシレンEZ2』（EZアプリ(BREW)）
- 『風来のシレン1』（S!アプリ）
- 『風来のシレン2』（S!アプリ）
- 『風来のシレンFor mobage』（メガiアプリ、S!アプリ、EZアプリ(BREW)）
- 『シレン・モンスターズ マージャンの村[注 3]』

### ソーシャルゲーム
- 『不思議のダンジョン 風来のシレン 虹の迷宮録』（Android）
基本無料だったが、冒険チケット（任意に回復可能など）や宿屋チケット（ダンジョンが追加されるなど）は有料のアイテム課金制。アイテムを入手出来る「ガチャ」があった。
2011年10月21日オープンβテスト開始、同年10月31日正式サービス開始。2012年4月25日サービス終了。
- 『風来のシレン みんなで不思議のダンジョン』（Android、iOS）
Mobageより配信された。従来のローグライクタイプではなく、タワーディフェンスの亜種になっていた。基本無料だったが、ゲーム内通貨の追加購入や「ガチャ」（1日1回は無料）は有料。
Android版が2012年2月27日に、iOS版が同年3月15日サービス開始。いずれも同年6月27日サービス終了。

## 時系列
タイトルをシレンの年齢で並び替えると以下の通りになる。「風来のシレン5 リミテッドサウンドトラック」の3～8頁、及び「Nintendo DREAM 2024年3月号」の25頁より抜粋。
1. 風来のシレン2 (10歳)
2. 風来のシレン外伝 (11歳)
3. 風来のシレン (18歳)
4. 風来のシレンGB (19歳)
5. 風来のシレン6 (19歳)
6. 風来のシレン4 (19歳)
7. 風来のシレンGB2 (19歳)[3]
8. 風来のシレン5 (20歳)
9. 風来のシレン3 (21歳)

## キャラクター一覧
複数作品（リメイク除く）に登場したキャラクターを記載する。括弧内は登場作品。声優は現在パチンコとサテラビュー版にのみ存在。
なお、作品名は以下の略称を用いる。
- 第1作 - 『不思議のダンジョン2 風来のシレン』
- 『2』 - 『不思議のダンジョン 風来のシレン2 鬼襲来!シレン城!』
- 『3』 - 『不思議のダンジョン 風来のシレン3 からくり屋敷の眠り姫』
- 『4』 - 『不思議のダンジョン 風来のシレン4 神の眼と悪魔のヘソ』
- 『5』 - 『不思議のダンジョン 風来のシレン5 フォーチュンタワーと運命のダイス』
- 『6』 - 『不思議のダンジョン 風来のシレン6 とぐろ島探検録』
- 『GB』 - 『不思議のダンジョン 風来のシレンGB 月影村の怪物』
- 『GB2』 - 『不思議のダンジョン 風来のシレンGB2 砂漠の魔城』
- 『DS』 - 『不思議のダンジョン 風来のシレンDS』
- 『DS2』 - 『不思議のダンジョン 風来のシレンDS2 砂漠の魔城』
- 『外伝』 - 『不思議のダンジョン 風来のシレン外伝 女剣士アスカ見参!』
- 『CR』 - 『不思議のダンジョン CR風来のシレン〜すずね姫とまどろみの塔〜』
- 『BS』 - 『BS風来のシレン　スララを救え！』
- 『ネットサル』 - 『シレン・モンスターズ ネットサル』

### メインキャラクター
| 番目 | キャラクター | 1 | GB | 2 | GB2 | 外伝 | 3 | 4 | 5 | CR | 6 |
| ---- | ------------ | - | -- | - | --- | ---- | - | - | - | -- | - |
| 壱   | シレン       | ○ | ○  | ○ | ○   | ×    | ○ | ○ | ○ | ○  | ○ |
| 弐   | アスカ       | × | ×  | △ | ×   | ○    | ○ | × | × | △  | ● |
| 参   | センセー     | × | ×  | × | ×   | ×    | ○ | × | × | △  | × |

- ○…操作可能
- ●…旅仲間からプレイヤーに昇格
- △…登場するが操作不可（旅仲間）
- ×…未登場

シレン（『外伝』、『ネットサル』以外の全作品）
声 - 太田真一郎（BS）、なし（パチンコ）
シリーズの主人公。男性。イメージカラーは青。
特殊な場合を除けば、喋ることはない。
亡き友の形見である三度笠と縞合羽を身に纏い、語りイタチのコッパとともに冒険をしている風来人。
幼少期にはナタネ村で城を築き（『2』）、亡き友との約束を果たすためにこばみ谷のテーブルマウンテンの頂上にあるという「太陽の大地」を目指し（第1作、『DS』）、太陽の大地への到達後は月影村にて怪物オロチを倒し（『GB』）、その後迷い込んだ砂漠の中にあった魔城に挑む（『GB2』）など、数々の冒険を乗り越える。
『3』の過去世界によると、先祖は豪族であるかぐやの父に仕える武士だった。かぐやの悲劇のあとは暇乞いし、風来人になる。以後、先祖代々風来人をしている。
コッパ（『ネットサル』以外の全作品）
声 - 松井摩味（BS）、渡辺久美子（パチンコ）
今ではその姿もほとんど見られなくなったという、人語を解する語りイタチ。
シレン（『外伝』ではアスカ）とともに旅をする。一人称は「オイラ」。性別はオス。作品や公式イラストによっては足の色が変更されており、「白い・茶色い」の2種類がある。
口が達者な毒舌家で、つねに騒々しい。おもに動物の言葉を訳したり、シレン（アスカ）の代わりに人と会話したりする。シレンが喋る機会が少ないのは、シレンが喋る前にコッパがほとんど話してしまうためである。
第1作および『DS』ではゲーム開始時の半年前にシレンと出会ったとされていたが、『2』以降はシレンの幼少期からの相棒とされている。ただしこれは矛盾ではなく、この点の辻褄が合う裏設定が存在すると開発スタッフに言及されている。『6』では、再会を喜ぶアスカに対して初対面であると主張し、それを聞いたアスカも何らかの事情を知っている素振りを見せる。
れっきとしたイタチなのだが、作中ネズミやスカンクといった、さまざまな動物と間違えられる。
『3』の過去世界によると先祖はタヌキだったらしい。
アスカ
声 - 日笠陽子（パチンコ）
シレンと同じ風来人である旅の女剣士。イメージカラーは桃。
シュテン山中腹でモンスターに追い詰められていたところをシレンに助けられ、以後協力していくことになる。
『2』では飛んできた武器・盾・腕輪を受け止めて装備することができる。単純に戦力強化しやすいだけでなく、ケンゴウ種の弾き飛ばし対策としても活躍する。
『外伝』では修行の旅の途中で天輪国に訪れた際、シレンの相棒コッパと再会する。
『3』ではストーリーの主要キャラクターとして再登場。プレイヤーキャラクターとしても操作可能となっている。
『2』の時点では13歳で、語尾に「ござる」とつけるなど古めかしい口調だが、『3』では24歳になり、年齢相応の話し方にしようと決めたらしく、普通の女性口調になっている。一般男性に引けを取らないほどの気丈さを持つが、『外伝』では人間の幽霊が苦手な様子も見せる。
センセー
声 - 小山力也（パチンコ）
シレンの叔父（シレンの母の弟）であり、剣術の師匠。イメージカラーは緑。
自由奔放かついい加減だが、いざというときはやる性格で洞察力なども高い。
キャラクターデザインを務めた長谷川薫は、モデルはクリント・イーストウッドであると述べている。
両手に武器を装備し、二刀流を使うことができるが、反面、盾は装備できない。プレイヤーキャラクターとしても操作可能となっている。

### 旅仲間
マーモ（『2』、 『GB2』、 『DS2』、『ネットサル』）
シュテン山の守り神マーモリ・ガーミの化身がタンスに宿ったもの。外見はタンスそのものだが、会話や歩行ができる。
戦闘能力は持っていない（例外で、目潰し状態にして正面に立つと攻撃する）が、自らにアイテムを格納する「シューノー」ができる。ただし倒されるとしまっていたアイテムをばらまき、通路で倒されると中のアイテムが消滅することもある。
『GB2』では満杯でなければアイテムを投げてもシューノーできるようになり、セルアーマー系による被害が減る。
ボーグマムル (『DS』、『DS2』、『4』)
DSシリーズの常連キャラクター（『5』ではフー消しのみの登場）。
登場作によって設定がやや異なる。『DS』では、フェイの最終問題をクリア後に仲間になる人造マムル。
要求するさまざまなアイテムを渡すことでレベルが上がる。『4』では最大レベルまで鍛えないと入手できない武器が存在する。

### リーバ八獣神
この世界の人々が信仰する神々。リーバ信仰でない神社は珍しい。
キャラクターとしては登場しないが、アイテムやダンジョンに深く関係している。
設定自体は第1作からあったが、8柱すべての名が判明するのは『外伝』が最初である。
運命神 リーバ
リーバ八獣神の主神。運命を司る。その性質から占い師と馴染みが深いようで、竹林の村の占い師がリーバの名前を口にする。黄金都市アムテカでは、守神として信仰されていたことが碑石から読み取れる。祭器は「運命の角笛」。『5』ではフォーチュンタワーの最上階にてリーバの石像を介して会話する。運命を司る神ではあるが、命を賭してその運命を覆そうと努力する者に対しては陰で助力したりする。
旅の神 クロン
旅の成否などを司る。その性質から風来人と馴染みが深い。「旅の神クロンの追い風を！」は風来人同士が「Good Luck!」の意味でよく使う言葉であり、シリーズ中で何度も使用される。また、同じフロアに長くい続けると、何度か風が起こったあと、「クロンの突風」が巻き起こって強制的にゲームオーバーとなる。『GB2』ではクロンの祝福を受けた9種類のアイテム（ひだまりの剣、けしんの盾、んふぅの腕輪、カランバの矢、ブフーのおにぎり、ランザンの草、スメラギの巻物、テンジンの杖、ギメンシャの壺）が存在する。これらの頭文字を組み合わせると「秘剣カブラステギ」になる。『5』ではシレンを気に入っているふしがあり、主神であるリーバに逆らってシレンに力を貸す。祭器は「追い風の剣」。
食の神 ブフー
食を司る豚の頭をしたふくよかな大食漢の神。第1作、『3』、『GB2』、『DS』ではブフーの加護を受けた「ブフーの包丁」と「ブフーの杖」が登場する。
こばみ谷の竹林の村にほこら（食神のほこら）がある。祭器は「不腐のおにぎり」。
罠の神 カカ・ルー
罠を司る狐の頭をした神。クロン、ブフーと並びシリーズ中でよく名前が出る神である。
掛軸裏の洞窟などのワナダンジョンに挑む際に、「罠の神カカ・ルーのほくそ笑みを！」という激励をかけられることがある。祭器は「金色の転び石」。
魔道神 ドラス
魔法を司る。杖や巻物を生み出した神である。祭器は「英知の杖」。
住の神 ムラド
住居を司る。祭器は「安住の大黒柱」。
泥棒神 ギトー
泥棒の成否を司る鼠の姿をした神。その性質から泥棒や盗賊など素性のよくない者たちと馴染みが深い。一方で泥棒に遭わないようにと商人からもサカイと並んで祀られることも多い。『5』に登場するタオはギトーの使いである。祭器は「万能ハリガネ」。
商売神 サカイ
商売を司る。その性質から商人（店主）と馴染みが深い。祭器は「長者のソロバン」。

### その他の人々
フェイ（第1作、『GB』、『DS』、『外伝』）
変位地形（不思議のダンジョン）の研究をしている中国人風の男。研究の一環として「フェイの問題」を作成、公開している。
第1作と『DS』では、「フェイの最終問題」をクリアするとフェイの家族に会うことができる。
ガイバラ（第1作、『GB2』、『DS』、『DS2』）
声 - 八奈見乗児（第1作CM、BS）
人間国宝の陶芸家。64歳。気難しく、壷の出来に納得がいかないと「イッカーン!!」の掛け声とともに投げ割る。
また、美食家でもあり、自分の料理の味に自信を持つナオキを諭すこともある。ワナを用いた武道「ワナ道」の師範でもある。
『風来のシレン2』では名前だけ登場する。『トルネコの大冒険2』には「ガイバーラ」という名前で登場する。
サルヤマ （第1作、『GB2』、『DS』、『DS2』）
ガイバラの一番弟子。名前のとおりサル面。なお、ガイバラの弟子は五番弟子まで存在する。
『トルネコの大冒険2』には「サルヤーマ」という名前で登場する。
ギメンシャ（『3』）
『3』において回想などイベントシーンにのみ登場するシレンの父親。故人。
生前は大風来人としてその名が知れ渡っており、義弟であるセンセーも目標としていた。
神々ですらギメンシャの名については覚えがあり、『GB2』で登場した旅の神クロンが祝福した道具の中に、その名前を用いた「ギメンシャの壺」があるほど。

## 関連商品
他、各タイトルのページを参照。

### CD
- 風来のシレン 20th スペシャルコレクション（2004年12月15日発売）
『風来のシレン2 鬼襲来!シレン城!』、『風来のシレンGB 月影村の怪物』、『風来のシレンGB2 砂漠の魔城』、『風来のシレン外伝 女剣士アスカ見参!』の4タイトルの原曲を収録した3枚組CDとなっている。

### パチンコ
- 不思議のダンジョン CR風来のシレン〜すずね姫とまどろみの塔〜（藤商事、2013年）

## 不思議のダンジョン2 風来のシレン
『不思議のダンジョン2 風来のシレン』（ふしぎのダンジョンツー ふうらいのシレン）は、『トルネコの大冒険 不思議のダンジョン』に続く不思議のダンジョンシリーズの第2弾として1995年12月1日にスーパーファミコン用のソフトとして発売された。2007年7月24日からはWiiのバーチャルコンソールで配信されている。
黄金のコンドルが棲むと言われる、幻の黄金郷の伝説を求めてテーブルマウンテンを登頂することが主な目的である。洞窟ダンジョンのほか林や峠など屋外フィールド、さらには集落や町が登場し、旅の途中での体力回復・アイテムの購入ができるようになった。また、初心者の冒険の一助となるフェイの問題（パズルモード）も本作で初めて追加されている。
テーブルマウンテンをクリア後はアイテム持込不可・NPC同伴不可の、さらに難易度の高いダンジョンが幾つも用意されている。いずれも地下99階まで続き、深層には凶悪なモンスターが多数出現する。
テーブルマウンテン（こばみ谷）
本編である。屋外フィールドとテーブルマウンテンという山の中がメインになっている。村や集落ではイベントが発生し、仲間が増えたり新たな店が出現したりする。「倉庫の壺」や「飛脚」を利用して武器と盾を鍛え上げ、「合成の壺」で合成し、それらを使って30階にいるボス、魔触虫を倒せばクリア。エンディングとなる。
武器と防具を鍛えていればクリアは比較的楽であるが、これらを全く鍛えずに技術と運のみで突破する事は困難を極める。また、武器と防具を鍛えたのちに出てくるアイテムもいくつかある。
掛軸裏の洞窟
ダンジョン内の罠と武道（ワナ道）を駆使し、上手くモンスターを罠に掛けながら進めるダンジョンである。16F以降にいるガイバラに話しかければクリアであるが、無視して潜り続けることも出来る。罠に掛けられないモンスターもいるので、ただやみくもに罠を掛けるだけでなく爆風に巻き込む、遠距離攻撃を駆使するなどのテクニックも求められる。クリアするとこのダンジョン専用アイテムだったワナ師の腕輪が手に入る。クリア後、山頂の町のサルヤマに話しかけてからこのダンジョンに入ることができる。
食神のほこら
モンスターに変身できる肉を、ある時は食べ、ある時はモンスターに投げ、ある時はお店で換金しながら進めるダンジョンである。25F以降にいるナオキに話しかければクリアであるが、無視して潜り続けることも出来る。一定の確率で倒したモンスターを肉にする「ブフーの包丁」を最初から装備している。肉が比較的容易に手に入るため腹減りで倒れる心配はほぼ皆無であるが、アイテムが落ちていない為、回復、戦闘手段が限られるので肉の応用力が試される。クリア後、竹林の村の祠の穴を調べると入ることができる。
フェイの最終問題
掛軸裏の洞窟、食神のほこら、フェイの問題全問をクリアすると現れる最終ダンジョン。杖・壷・腕輪のほか、草・巻物までもが未識別状態で登場。本来のローグに近い状態でプレイするダンジョンといえる。同様のダンジョンは、他の不思議のダンジョンシリーズでも「もっと不思議のダンジョン」として登場する。
いかに早くアイテムを識別し、強力な武器防具を作り、深層のモンスターと対抗できる準備を整えるかが主人公の生死を分けるダンジョンである。一部の便利なアイテムが登場しなくなった一方、「超不幸の種（レベルと現在HPが1になる）」「痛恨の腕輪（1/2の確率でダメージが2倍の痛恨の一撃を受ける）」「拾えずの巻物（そのフロア内でアイテムが拾えなくなってしまう）」など致命的なマイナスアイテムが登場するが、「分裂の壷（入れたアイテムを2つに増やす）」「識別の腕輪（拾ったアイテムを瞬時に識別する）」「強化の壷（フロアを進むごとに装備品や杖の強化値、回数が+1される）」など、ここでしか手に入らない強力アイテムも用意されている。

### 登場キャラクター
お竜
声 - 小野綾子（第1作CM、BS）、榊原ゆい（パチンコ）
「目潰しお竜」と呼ばれる女。シレンや他の男を騙しては目潰しを食らわせる。
恨みを買った相手に襲われそうになったところをシレンに助けられ、以後改心して旅仲間となる。さばけた姉御肌の性格。
『不思議のダンジョン 風来のシレンGB2 砂漠の魔城』にも登場する。
ペケジ
声 - 川津泰彦（BS）、御園行洋（パチンコ）
「シレンの弟」を自称するゾウリ頭の男。竹林の村にある店の女将に拾われた捨て子であり、「シレンの弟、ペケジ」と書かれたお守りを持っていた。
実の兄弟かは不明だが、シレンを兄貴として慕う。拳一つで巨岩を割る剛腕の持ち主だが、数々の事件を引き起こすトラブルメーカーでもある。
シレンが彼を仲間にする合図として、そのつどペケジを全力で殴る。
最初は失敗が多く、腹が空きやすい体質も合わさって非常に扱いにくいのだが、何回か仲間にするたびに成長してゆく。
「フッ、もう俺は昨日までの俺じゃないぜ」の一言が出る段階になると本領発揮となり、失敗や空腹体質を克服する。
『不思議のダンジョン 風来のシレンGB2 砂漠の魔城』にも登場する。
座頭ケチ
声 - 郷里大輔（BS）
指圧師としてこばみ谷を行脚する盲目の男。居合いの名手でもあり、実は盲目ではないのだが「その方がらしく見える」という理由で見えないふりをしている。
各地で詐欺を働いており、それが原因でリンチを受けそうになったところをシレンに助けられ、以後旅仲間となる。
指圧でシレンの体力を回復するが、失敗することもある。第1作の仲間で唯一続編に登場しない。
CHUNSOFT NOVELS『風来のシレン 黄金郷アムテカに舞う花』では一転して義に厚い高潔な人物として描かれており、黄金郷に強い憧憬と所縁を持つ人物になっている。
ナオキ
自称「さすらいの料理人」。得意料理は「マムルの尻尾焼き」。超一流の料理人だが金にシビアであり、それなりの報酬がないと仕事は請けない。
『DS』ではガイバラに料理を「美味いが欲と金にまみれた味」と称されるシーンが加わっており、自身の驕りを認めて悔い改め、さらなる高みを目指す。
魔蝕虫
黄金都市の地下から出てきた謎の虫。粘性のある糸を吐き、それによって黄金のコンドルを捕らえる。
テーブルマウンテン最深層の滝壺の洞窟にいるボスで、倒せば本編クリアとなる。
いっさい特殊攻撃を持たないぶん、非常に攻撃力が高い。経験値も高いが、倒した時点で冒険が終了するのであまり意味がない。
『不思議のダンジョン 風来のシレン3 からくり屋敷の眠り姫』にも登場する。

### 不思議のダンジョン 風来のシレンDS
『不思議のダンジョン 風来のシレンDS』（ふしぎのダンジョン ふうらいのシレンディーエス）は、2006年12月14日に発売されたニンテンドーDS用のソフトである。販売はセガ。
『不思議のダンジョン2 風来のシレン』をベースとしてリメイクされた作品である。
SFC版との違いとして、ダンジョンやモンスター、キャラクター別のシナリオ追加、アイテムの変更（下記のように一部の装備が削除・追加され、「分裂の壷」が削除され無限増殖技が使えなくなっているなど、シビアになった）などに加え、モンスターのレベル上限が4にまで増えたことなどが挙げられる（詳しくは#SFC版との差異を参照）。
DSの上画面にマップやパラメータ、メッセージの履歴などの各種情報、下画面に通常のゲーム画面を表示している。
ニンテンドーWi-Fiコネクションにも対応しており、ネットワークを介して『GB2』以降ではお馴染みの風来救助隊に加え、全国のプレーヤーと風来人番付やタイムアタックで競い合うこともできる。なお、風来救助隊はプレイヤーに簡単なメッセージとともにアイテムを送ることができるのだが、それを悪用して、貴重なアイテムを渡すよう求めるメッセージを出してワザと救助待ち状態になるというプレイヤーが現れて問題となり、後の作品で対策が練られていくこととなった。
また、『風来のシレンDS』はハードのシステム上、自動セーブになっていない。このため、中断するには自分で中断を選択する必要がある。中断をせずに電源を切ると、死亡したことになりその時点の持ち物は全て失われる。これらはリセット不可というゲームの緊張感を維持するための措置ではあるが、反面、バッテリー切れによって電源が切れたときも同様の扱いとなってしまう。このシステムのために、携帯機用ゲームでありながら電源の確保が必要であるという、携帯機用ゲームとしての利点を損なった側面を同時に抱えている（DC版アスカも自動セーブではないが、こちらは据え置きゲーム機であるため、電源が切れる可能性は極めて低く、同様の問題は発生しにくい）。
なお、DS版に追加されている新ダンジョンには次のようなものがある。SFC版での追加ダンジョンが全て持ち込み不可で、鍛えた装備の使いどころが少なかったことを考えてか、アイテムの持ち込みが可能な代わりに最初から難易度が高いダンジョンがほとんどである。
宿場への道
渓谷の宿場までの道のりを使ったチュートリアルダンジョン。クリアしないと渓谷の宿場にたどり着けないので本編を始められないが、難易度は非常に低くなっており、アドバイスに従いながら進めれば簡単にクリアできる。渓谷の宿場に到着すると、二度と入れなくなる。
魔蝕虫の道
テーブルマウンテンのボス、魔蝕虫が封印されていた洞窟をさらに奥深く潜っていくダンジョン。階層が31Fから始まるので、実質テーブルマウンテンの続きと考えて差し支えない。黄金都市にある小部屋の壁が入り口。
儀式の洞窟
無差別攻撃を繰り返すモンスター、キグニ族の洞窟である。キグニ族にさらわれた奇岩谷の住民を解放する為に潜ることになる。ほとんどの階にキグニ族系・火炎入道系のモンスターが出現するのが特徴。一度クリアするとレアな武具が出現するようになる。奇岩谷が入り口。
死者の谷底
追加ダンジョンの中では最難関。迷い込んだペケジを救出する為に潜ることになる。アイテムがほとんど出現しない上にそのほとんどがギタンであるため、持ち込んだアイテムが生死を分ける。階段に偽装されている「階段のワナ」が存在し、間違えて乗ると本来のワナの効果が発動する。ここの深層でしか出ないレアな装備品（削除されたやまびこの盾の効果を分散・弱体化したプリズムの盾・ゲイズの盾、店で購入できなくなった必中の剣）が存在する。二面地蔵の谷が入り口。

#### SFC版との差異
オリジナルであるSFC版との違いとして、以下のようなものが挙げられる。
グラフィックの変化
シレンを始めとしてキャラクターのグラフィックに変化が見られる。
バランス調整
主に渓谷の宿場 - 奇岩谷の難易度が低く調整された。
アイテムの追加
連鎖の巻物といった新アイテムや、使い捨ての剣・斬空剣といったシリーズ別作品で存在した武器や盾が追加されている。一方で、やまびこの盾のように無くなったアイテムも存在する。
「帯電状態」の追加
カラカラペンペン系の敵の特殊能力により、アイテムが帯電状態になってしまうことがある。帯電状態になったアイテムは使用したり捨てたりすることができず、次のフロアへ行くと自動的に消滅する。
イベントの追加
新登場ダンジョン関連のイベントのほか、SFC版から存在する山頂の町の料理屋イベント後半の新展開とイベントクリア後のおまけ要素が加わり、新たに竹林の村の鍛冶屋の娘のイベントが追加された。また、死者の谷底に向かうまでのイベントである二面地蔵の谷でのバンジージャンプは、実はSFC版で廃案になったイベントをアレンジしたものである。
モンスターの追加
タイガーウッホ系、チンタラ系、ヤミウッチー系、ばくだんウニ系の他シリーズに登場した敵モンスター四種と、パルテノス系、ヒーポフ系、カラカラペンペン系の三種、合計七種類の新モンスターが追加されている。
ボスの追加
以下が追加された。
魔蝕ソルジャー
クリア後ダンジョン「魔蝕虫の道」の道中で出る大部屋モンスターハウスに必ず1匹いる魔蝕虫。
特殊能力は持っていないが、戦闘能力は魔蝕虫以上に高い。倒すと必ず「背中の壺」を落とす。
魔蝕クイーン
魔蝕虫の道の最深部にいる魔蝕虫の親玉。倒すと「剛剣マンジカブラ」を落とすが、
肉を投げて別のモンスターに変えたり、セルアーマー系やぬすっトド系の特殊能力でアイテムを落とさせると落とさなくなる。
経験値が9999を超えるシリーズ初のモンスターでもある。
キグニ王
キグニ族の王。儀式の洞窟の最深部に出現。
キグニ王との戦いでは、一緒に出るキグニ族が近くのモンスターに無差別攻撃をせず、きちんとシレンに向かう。
ただし、キグニ王を先に倒すと無差別に攻撃するようになる。
今作の開発スタッフは『トルネコ3』とほぼ同じであり、随所でこの作品で採用された要素が今作にも導入されている。内容としては以下のようなものがある。
- ダンジョン内で店を営んでいる「店主」に攻撃すると、倍速2回攻撃で襲いかかってくるようになった。
- 本作に登場する罠「召喚スイッチ」を踏んだ際、「そのフロアに出現するモンスターがランダムに4体出現する」ようになり（SFC版では1種類のモンスターが4体出現するシステムだった）、踏んだ召喚の罠が消滅するようになった。
- 背中の壺や魔物のるつぼといった、「押す」ことで使用する壺は、一度押すだけで名前が識別されるようになった。
- 部屋に入った際に寝ているモンスターは、従来は隣接しない限り目を覚ますことはなかったが、今作では同じ部屋で行動しているだけで目を覚ます可能性が出るようになった。
- 呪いの付いている装備品は、特殊能力が全て無効化されるようになった。このため、重装の盾や使い捨ての盾といったマイナス能力を持つ装備を呪うことで強い装備が作れるようになった。
- 従来のシリーズでは原則として呪われないが、アイテムの呪いを解くためのアイテムであるはずの「おはらいの巻物」が呪われている、という現象がある。
- 武器・盾の+値に上限が設定された。ただし、合成可能数はSFC版と同様に制限はない。
- 剣・盾に合成した能力は、それぞれ剣は赤文字、盾は緑文字の「印」で表示されるようになった。
- 倉庫に壷を預けても、中に入れていたアイテムは消滅しなくなった（シレンシリーズでは初めての導入）。
- 「冒険の足跡」という、これまでゲームをプレイした中で行った様々なことが記録されるシステムが導入された。

その他細かな改定として
- 階段にて渓谷の宿場から奇岩谷までの間は「もどる」コマンドで1階層前や村、町に戻る事が可能になった。ただし店、モンスターハウス、地形固有のもの（離れ小島や埋蔵金）以外のアイテム、お金は配置されなくなる。
- 皮甲の盾、木甲の盾（この盾自体、錆びない能力が何故か無くなった）を合成しても、錆びない能力が合成されなくなった。
- おはらいの巻物の効果が基本的に1つだけになった。ただし、運がよければ持ち物全体に効果が及ぶこともある。
- 祝福のシステムが存在しない作品であるが、装備品以外のアイテムにも呪いが付くようになっている。
- ぬすっトド系のレベル3・4である「アイアントド」「ローグトド」は、その時シレンが装備しているアイテムも盗むようになった[注 8]。
- オヤジ戦車系のモンスターが放つ大砲で壁が崩れるようになった[注 8]。
- オヤジ戦車系のモンスターが放つ大砲に落ちているアイテムが巻き込まれるとアイテムが消滅するようになった。
- アイテムの販売/買取価格が大幅に改定された。大半のアイテムは買値が上がり、売値が下がったが、一部例外も存在する。
- 「白紙の巻物」に書ける効果が、1度でも読んだことのある巻物に限定されるようになった。
- 攻撃された時相手の方を向く設定が選択できるようになった。ちなみにこのシステムはSFC以外の全てのシレンシリーズで採用されている。
- NPCに攻撃を加えると、反撃してくるようになった（NPCを倒し切るか、エリアの切り替えを行うまで攻撃が止まることはない）。
- 街中での泥棒時、番犬・盗賊番の配置場所が毎回固定されている（裸一貫で逃げる事が絶対に不可能）。

### 関連商品

#### ガイドブック
- 風来のシレン公式ガイドブック 不思議のダンジョン2（チュンソフト、ISBN 978-4924978041）
- 不思議のダンジョン2 風来のシレン 公式ガイドプロフェッショナル（チュンソフト、ISBN 978-4924978058）
- 不思議のダンジョン2 風来のシレン テクニカルガイドブック（アスペクト、ISBN 978-4893664648）

#### CD
- 不思議のダンジョン2 風来のシレン スペシャル・アレンジヴァージョン 1995年12月20日
- 風来のシレン 20th スペシャルコレクション 2004年12月15日発売

#### 関連書籍
- 風来のシレンキャラクターデビューブック―不思議のダンジョン2（チュンソフト、ISBN 978-4924978034）
- 笑いのツボ―風来のシレン4コマまんが集（チュンソフト、ISBN 978-4924978072）
- 風来のシレン 黄金郷アムテカに舞う花（チュンソフト、ISBN 978-4924978447）
  - 本作をベースとしたノベライズ。大原広行と健部伸明の共著。
- 風来のシレン ハラペコぼーけん記（小学館、ISBN 978-4091430212）
  - 『風来のシレン2 鬼襲来!シレン城!』と『風来のシレンGB2 砂漠の魔城』をベースとしたギャグ漫画。作者はむさしのあつし。「別冊コロコロコミック」で2000年10月号から2002年8月号まで連載された他、「月刊コロコロコミック」2000年10月号の別冊付録『風来のシレン2 パーフェクト冒険ガイド』にも番外編が掲載された。
  - 単行本は1巻のみ刊行されたが、連載分の途中までしか収録されていない。連載最終回はシレン達が時間を越えて現代日本へと転移し、モンスター達を率いて悪事を働くシレンの子孫と戦う内容となっている。